# Peperomia puberula
Peperomia puberula är en pepparväxtart som beskrevs av John Gilbert Baker. Peperomia puberula ingår i släktet peperomior, och familjen pepparväxter. Inga underarter finns listade i Catalogue of Life.